# 実話ナックルズ
『実話ナックルズ』（じつわナックルズ）は、大洋図書の発行する実話誌。2019年1月号まではミリオン出版から発行されていた。

## 概要
『GON!』『ダークサイドJAPAN』の後継誌として2001年10月創刊。Vol.1からVol.13まで隔月刊だったが、2003年2月号から月刊となる。2007年10月号から誌名が『実話GON!ナックルズ』から『実話ナックルズ』となった。略称は「実ナ」「ナックルズ」「JN」。B5判変形中綴じ、毎月末日発売。
表紙イラストはイラストレーター・タカミトモトシが創刊より手がけていたが、2009年9月号の表紙リニューアルに伴い同号の表紙イラストを漫画家・子原こう（小原康弘）が執筆。2009年10月号を再びタカミトモトシが手がけるが、その後、2009年11月号から2010年7月号までは写真コラージュを使用。2010年8月号からは写真が使用されている。2017年9月号の表紙リニューアル以降はタカミトモトシが3度目の担当となっている。web版にPROJECTNOAHが運営する『覚醒ナックルズ』があり、2018年7月6日に始動した。

### 特徴
- 従来の実話誌が扱っていた裏社会、事件、アウトロー、芸能スキャンダル、性風俗の他、格闘技、ヒップホップ、オカルト、サブカルチャーも扱う。
- 増刊では本誌記事の再収録が多い傾向がある。

## 主な連載記事

### 連載中
- 犯罪者ビフォーアフター（斎藤充功）
- ヨイショ中山潜入マンガルポ（小原こう）
- 実録・暴走族列伝（岩橋健一郎）
- 姫乃たまのアイドル病（姫乃たま）
- 東京ヤな街ヤバい街（本橋信宏）
- パリピギャル・ちゃんナナのうんこ映画批評（ちゃんナナ）
- 暴排家族 ヤクザの子供と呼ばれて（石井光太）
- サルでも分かるニュースワード
- 刺青美女図鑑

### 過去の連載
- 愚連隊の帝王 加納貢の侠の人生訓（鈴木智彦）
- 極道に学ぶ人生の処世術（花田歳彦）
- 実録・探偵裏物語（石川清）
- クライムナックルズ
- 高須基仁の女優の魂
- 消えゆく東京（今川忠雄）
- 男の逸品（栃内良）
- 一重まぶたで見ています（酒井たくや）
- 淫熟女ファイル（澤村順）
- 昭和憧憬写真館（柴田進）
- 栄光なきアウトロー（日名子暁）
- 三浦和義の拘置所インサイドリポート（三浦和義）
- 包丁妻、今夜もご乱心!（中川佳南）
- 一期一絵（八木澤高明）
- 傭兵ラリーの日本・呪地巡り（野口ラリー）
- 陰謀の馬券学（藤木TDC）
- 酒と泪と女と女（高崎真規子）
- 自殺されちゃった僕たち（吉永嘉明）
- ミステリーの交差点（本橋信宏）
- DEAD of the CRIME（橋本昇）
- ブラックジャーナル
- ロッカーズタトゥー（菊池茂夫）
- 俺グルメ
- 風俗王
- 北朝鮮黙示録（李策）
- 左翼という生き方（小野登志郎）
- マスコミ匿名座談会
- 鬼門を抜けて（文/有太マン、写真/グレート・ザ!歌舞伎町）
- 消えたアスリート（飯山満）
- 日本エロスの原風景（松沢呉一）
- ダブルアップ（夏原武）
- 東京エロティカ（篝一光）
- 四回戦ボーイ（文/加茂佳子、写真/関根虎洸）
- チュ吊り倶楽部（室井佑月・神林広恵）
- ホシ（犯人）占い（細田マサシ）
- 栄光なきカリスマ（朝倉喬司）
- 川村勝のアウトレットブルース（川村勝）
- JDT-日本の路地を歩く-（上原善広）
- 不良少年よ大志を抱け（岩橋健一郎）
- 一食入魂 不良（ワル）メシ（岩橋健一郎）
- ヤンキー教育論（岩橋健一郎）
- 紅音ほたるの性地巡礼（紅音ほたる）
- 伊藤耕の獄中ロック日記（伊藤耕）
- ニューハーフ ななちゃんねる（吉井奈々）
- デス・オンザロード（釣崎清隆）
- 元カルト信者は見た！（藤倉善郎）
- イオンの女
- TOKYO下町ダークな旅（小林市太郎）
- ナマポジャンキーズ 生活保護依存症の人びと（長田龍亮）
- 写真我報（トモ・コスガ→渡邊浩行）
- 闇の昭和プロレス史 マンモス彷徨（木村光一）
- ニッポン闇紀行 遊郭に泊まる（関根虎洸）
- 深夜交際 タクシー代払うんで家ついていってヤッちゃっていいですか？
- 裏オプ女子高生（高木瑞穂）
- 絶滅芸人（田崎健太） - 『全身芸人』として太田出版から単行本化。
- 職業、セックス。 私がハダカを売る理由（中村淳彦）
- オナニー美女図鑑 秘密の告白ドキュメント
- 三信半疑ザ・タブー
- 俺の粋 絶対履きたいジャパニーズスタイル

## 姉妹誌

### 刊行中
『実話ナックルズSPECIAL』『実話ナックルズ極ベスト』『臨増ナックルズDX』
不定期刊。『実話ナックルズ』の再録記事で構成。
『実話ナックルズGOLD』
2018年3月創刊。奇数月中頃刊。
『実話ナックルズウルトラ』
2019年2月創刊。ミリオンムック内のムックとして発刊。
『封印発禁TV』
不定期刊。
『昭和の不思議101』『昭和の謎99』
不定期刊。
『衝撃！陰謀G-File』
2018年4月創刊。1・4・7・10月下旬頃刊。
『MEN'S KNUCKLE』
男性ファッション誌。派生誌に『HOST KNUCKLE』『BOY'S KNUCKLE』等がある。

### 廃刊・休刊
『ノンフィクスナックルズ』
2005年に創刊され、Vol.4まで刊行。隔月刊。『実話ナックルズ』の増刊コードを取得したことに伴い誌名を『THE HARD COREナックルズ』に変更。「政治」「文壇」など本誌と比較して硬派寄りの記事傾向。表紙に記されたキャッチコピーは「世の中の理不尽に喧嘩を売る雑誌」。
『THE HARD COREナックルズ』
2006年に『ノンフィクスナックルズ』の誌名変更により創刊、Vol.4まで刊行。隔月刊。編集長・久田将義のミリオン出版退社に伴い休刊。大塚英志、河村たかしなどが連載。
『実話ナックルズRARE』
2008年、久田将義のミリオン出版復帰に伴い創刊されるが創刊号にて休刊。表紙に記されたキャッチコピーは「時代を直視するグラフ総合情報誌」。
『実話ナックルズX』
2007年に創刊され、Vol.7まで刊行。隔月刊。本誌と比較して軟派寄りの記事傾向。表紙に記されたキャッチコピーは「日本の暗部をえぐるエンターテイメントマガジン」。
『激撮ナックルズ』
ストリートスクープ写真中心の構成。『実話ナックルズ』の増刊として、Vol.4まで刊行。不定期刊。2009年に内容を引き継いだネオ写真実話誌『激撮ブラッド』が創刊されるが創刊号にて休刊。
『ナックルズEX』
「セクシーグラビア」「性風俗」に特化。EX系雑誌のひとつ。
『怖い噂』
「怪談」「都市伝説」「心霊」「廃墟」「未解決事件」などオカルトに特化。季刊。旧誌名は『不思議ナックルズ』。
『漫画実話ナックルズ』
記事内容は本誌と同傾向だが、短編漫画で構成されている。月刊。
『封印発禁 Gfile』
年4回刊（1・4・7・10月中旬頃）。主に都市伝説を取り上げている。2014年1月に創刊し、2015年7月のVol.7で休刊。
『実話ナックルズ増刊 レベル9』
不定期刊。
『実話裏歴史SPECIAL』
不定期刊。
『激撮！』
不定期刊。
『封印発禁ダークゾーン』
後述する『封印発禁 Gfile』の後継誌。2015年10月 - 2018年5月。1・4・7・10月下旬頃刊。
『芸能X-FILE』
コンビニ限定。発行・ブレインハウス、発売・メディアソフト。2016年11月 - 2018年9月。3・6・9・12月下旬頃刊。

## 増刊

### シリーズ
『ナックルズBOOKS』
再録記事を中心にワンテーマで構成。不定期刊行。B6判のコンビニ本形態。
Vol.01『死の真相』、Vol.02『実録裏稼業の教科書』、Vol.03『芸能界 黒い噂の真相』、Vol.04『恐怖の都市伝説』、Vol.05『日本アウトロー伝説』、Vol.06『消えた殺人者たち』、Vol.07『スポーツのタブー』、Vol.08『お笑い芸人の黒い噂の手帖』、Vol.09『こわい話』、Vol.10『死の真相 完全版』、Vol.11『恐怖の都市伝説 ファイナル』
『別冊ナックルズ』
再録記事を中心にワンテーマで構成。A5もしくはB5判のムック形態。現在新規刊行は無く、ナックルズBOOKSに切り替わっている。
Vol.01『歌舞伎町の黒幕』、Vol.02『スポーツ裏ネタ編』、Vol.03『アイドル闇の事件史』、Vol.04『昭和3大事件史』、Vol.05『テレビスキャンダル』、Vol.06『日本怪伝説』

### 単発
『潜入!日本裏社会』 ISBN 4813050166
裏社会への潜入をテーマにした実録漫画を中心に構成。2005年10月刊。
『DVDナックルズ』 ISBN 4813061354
裏社会の動画を収録。2006年9月刊。
『本当にあったアウトローの話』
裏社会への潜入をテーマにした実録漫画を中心に構成。2007年3月刊。
『WORLD STREET NEWS』
海外記事のみで構成。2007年10月刊。
『ナックルズ GOLD』
「成り上がり」をテーマに構成。2008年6月刊。
『SPORTSナックルズ』
スポーツ記事のみで構成。2008年7月刊。
『芸能ナックルズ』
芸能記事の再録を中心に構成。2008年9月刊。

## 実話ナックルズおよび姉妹誌が関係した主な事件
- 2008年5月下旬、毎日新聞社が運営するインターネット上のニュースサイトのコラム「WaiWai」において長期にわたり不正確・猥雑な記事が配信されているとして、日本語のインターネット・コミュニティ（掲示板など）で批判が高まり、毎日デイリーニューズWaiWai問題が表面化し、後に毎日新聞社は関係者の処分を発表した問題で、同誌が一部のニュースの「情報源」だったことで話題になる。

## 関連書籍
- 岩橋健一郎『「族」俺達の流儀 走りぬけた爆音人生』（バジリコ、2004年 ISBN 4901784447）
  - 連載「ニッポン不良少年成功物語」の単行本化
- 篝一光『激撮!!ストリートスクープ 新宿/歌舞伎町』（二見書房、2005年 ISBN 4576050362）
- 八木澤高明『黄金町マリア』（ミリオン出版、2006年 ISBN 4813020402）
- 窪田順生『14階段 検証新潟少女9年2ヶ月監禁事件』（小学館、2006年 ISBN 4093897026）
- 菊池茂夫『ROCKER'S TATTOO』（ミリオン出版、2007年 ISBN 4813061702）
- 菊池茂夫『ROCKER'S TATTOO Returns』（ミリオン出版、2008年 ISBN 4813062296）
- 八木澤高明『写真録 さらば中国』（ミリオン出版、2008年 ISBN 4813020860）
- 高島昌俊、岡戸雅樹『廃墟巡霊』（ミリオン出版、2008年 ISBN 4813020887）
  - 不定期連載「日本の魔界」の単行本化

### ナックルズ選書
- 中村淳彦『熟年売春 アラフォー女子の貧困の現実』（2016年2月25日 ISBN 4813022650）
- 長田龍亮『潜入 生活保護の闇現場』（2016年3月25日 ISBN 4813022677）
- 鈴木智彦『ヤクザのカリスマ』（2016年5月25日 ISBN 4813022693）